# Càmera lúcida

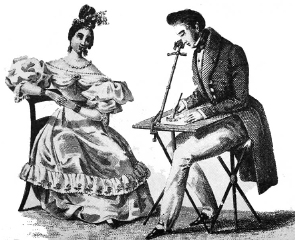
Ús d'una Càmera lúcida (1807)

La càmera lúcida o càmera clara és un instrument òptic que utilitzen els artistes com una ajuda per a dibuixar. Va ser patentat el 1806 per William Hyde Wollaston, tot i així, sembla que la càmera lúcida no és més que una reinvenció d'un dispositiu descrit clarament 200 anys abans per Johannes Kepler en la seva obra  Dioptrice  (1611). Cap al segle xix la descripció de Kepler va caure en l'oblit, així que ningú va demandar a Wollaston. El terme  càmera lúcida  és de Wollaston. 
El nom «càmera lúcida» (nom procedent del llatí, amb el sentit ‘habitació il·luminada’) intentava òbviament recordar el sistema d'ajuda per al dibuix que s'utilitzava abans de la càmera fosca. No hi ha similituds òptiques entre els sistemes: La càmera lúcida és un aparell lleuger i transportable que no requereix de condicions d'il·luminació especials. No projecta cap imatge.

## Descripció

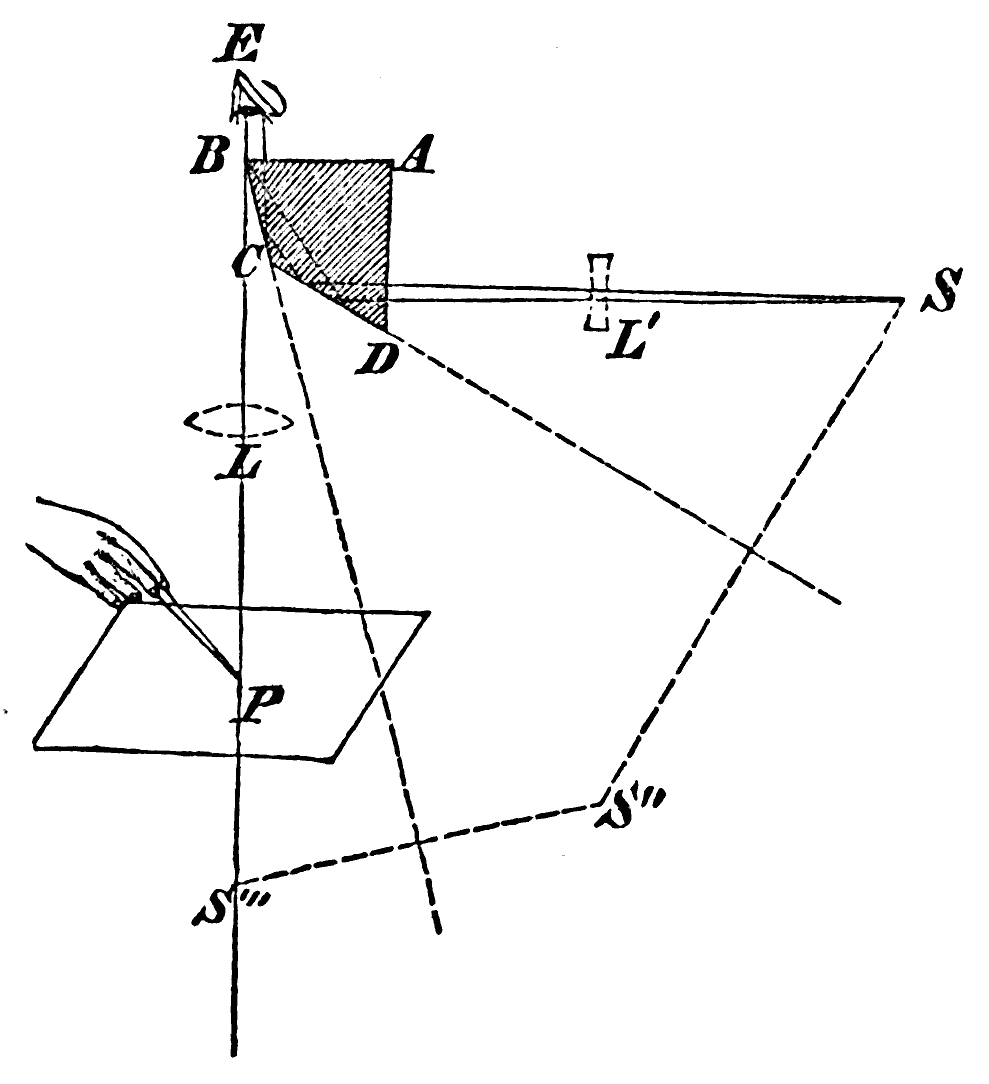
Esquema de funcionament de la càmera lúcida de Wollaston

La càmera lúcida efectua una superposició òptica del subjecte a dibuixar i la superfície on ha de realitzar-se el dibuix. L'artista utilitza aquesta superposició per marcar els punts clau del subjecte a reproduir, o fins i tot les seues grans línies. La perspectiva pot reproduir-se de manera perfecta, sense construcció.
En el cas d'utilització de paper blanc per a dibuix, el treball és més difícil atès que la lluminositat del paper molesta el dibuixant. És preferible l'ús de paper negre o de color fosc, i un llapis blanc.
La càmera lúcida de Wollaston, com mostra el diagrama de l'esquerra, utilitza un prisma. Es disposa l'aparell de manera que la meitat de la pupil·la de l'ull E mire en el prisma ABCD, percebent el subjecte a dibuixar, mesclant la visió directa de la superfície de dibuix. Les lents L i L'igualen les distàncies òptiques del subjecte S i de la superfície P del dibuix.

## Mirall semitransparent
En una forma més simple de la càmera lúcida, l'artista mira cap a la superfície del dibuix a través d'un mirall semitransparent inclinat 45 graus. Això superposa la visió directa del dibuix de la superfície i el reflex d'una escena horitzontal al davant de l'artista. L'instrument sovint inclou una lent feble de diòptries negatives, creant una imatge virtual d'una escena de més o menys la mateixa distància de la superfície de dibuix, de manera que ambdues es poden veure ben enfocades simultàniament.

## Controvèrsia
L'any 2001, el pintor David Hockney va desencadenar una violenta controvèrsia amb la seua obra Secret Knowledge: Rediscovering the Lost Techniques of the Old Masters (‘Sabers perduts; tècniques perdudes dels antics mestres') en què demostrava que una part important dels grans pintors del passat, com ara Ingres, Van Eyck i Caravaggio, no feien els seus dibuixos a mà alçada sinó utilitzant dispositius òptics com la càmera lúcida, la càmera obscura o les projeccions d'imatges en espills convexos emprats pels pintors romàntics. Els treballs d'Hockney han estat criticats per Ross Woodrow, de la Universitat de Newcastle a Austràlia.
Malgrat tot, cal no perdre de vista que, com reconeix Hockney, sempre és la mà de l'artista la que dibuixa.
La càmera lúcida està disponible encara a través de proveïdors de material artístic, però no és gaire coneguda, ni tampoc molt usada. Fa unes dècades es va convertir una eina estàndard del microscopista. Fins fa poc, les fotomicrografies eren difícils d'obtenir. És més, en molts casos, la claredat en l'estructura representada que el microscopista volia per al document s'aconseguia millor mitjançant el dibuix que mitjançant la fotografia. Per aquesta raó, moltes de les il·lustracions histològiques i microanatòmiques en els llibres de text i en els articles d'investigació eren dibuixos realitzats amb la càmera lúcida, i no fotografies.